# Flagge der Föderation Bosnien und Herzegowina
Die Flagge der Föderation Bosnien und Herzegowina wurde am 5. November 1996 eingeführt und war bis zum 14. Juni 2007 offiziell im Gebrauch.

## Beschreibung
Die Flagge bestand aus den drei senkrechten Streifen in Rot, Weiß und Grün. Rot repräsentiert die kroatische und Grün die bosniakische Bevölkerung.
Im breiteren weißen Streifen befindet sich ein Wappenschild mit je einem bosniakischen (goldene Lilie auf grünem Grund), einem kroatischen (rot-weißes Schachbrettmuster) und einem europäischen Schild (zehn weiße Sterne auf blauem Grund).

## Hintergründe
Die Föderation ist Teil des Staates Bosnien und Herzegowina und führte eine eigene Flagge, während der andere Teil, Republika Srpska die Flagge Serbiens mit anderen Proportionen verwendet.
Die Flagge wurde am 5. November 1996 offiziell eingeführt. Das Verfassungsgericht von Bosnien und Herzegowina hat jedoch in einer Entscheidung vom 31. März 2006 festgestellt, dass die Flagge verfassungswidrig ist – die (exklusive) Darstellung der bosnischen und kroatischen Wappen diskriminiere Serben und andere Einwohner der Föderation aus nationalen/ethnischen Gründen.
Seit dem 14. Juni 2007 ist die Flagge, wie das Wappen der Föderation, abgeschafft. Seitdem verfügt die Föderation weder über das eine, noch über das andere.

## Vorschläge für eine neue Flagge
Eine Kommission aus Mitgliedern beider Kammern des Bundesparlaments unter Vorsitz von Ismet Osmanović wählte nun aus 118 Vorschlägen jeweils drei für ein neues Wappen und drei für eine neue Flagge und stellte diese im März 2008 vor. Von den 118 Vorschlägen erfüllten 93 die Bedingung, dass sie alle drei Völker des Landes repräsentieren.
Vorschläge für eine neue Flagge:
1. Eine Trikolore mit drei gleich großen vertikalen Streifen in Rot, Grün und Mittelblau. Im Zentrum des grünen Streifens das neue Wappen: Die zwölf Sterne Europas im Kreis, wobei der Wappenschild von oben links nach rechts unten diagonal geteilt ist, der untere linke Teil gelbe Sterne auf blauem Grund zeigt, der rechte, obere Teil blaue Sterne auf gelben Grund.
2. Eine Trikolore aus drei horizontalen Streifen Rot-Grün-Blau. Der rote und der grüne Streifen sind durch eine dünne weiße, gerade Linie getrennt, der rote und der blaue durch eine dünne weiße, gewellte Linie.
3. Eine Trikolore aus drei horizontalen Streifen Rot-Grün-Blau. Die Streifen sind durch dünne, gerade weiße Linien voneinander getrennt. Die obere, rechte Ecke der Flagge (Flugteil) ist gelb mit drei weißen, fünfzackigen Sternen.

Augenfällig ist die Ähnlichkeit der letzten beiden Vorschläge mit der Flagge Gambias.

## Weitere Flaggen der Föderation
Hauptartikel: Flaggen und Wappen der Kantone Bosnien-Herzegowinas
Die Kantone der Föderation verfügen über eigene Flaggen. Hier einige Beispiele:

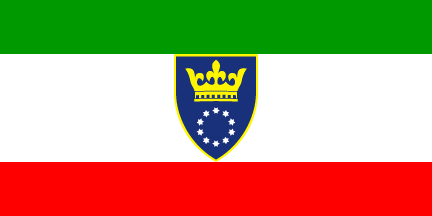
Kanton Zenica-Doboj
Kanton Posavina
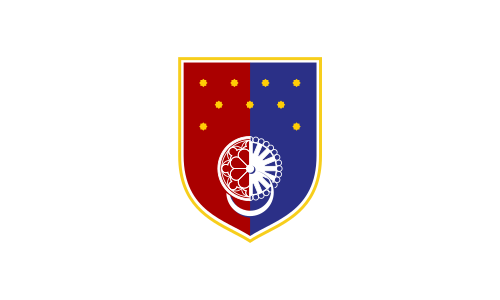
Kanton Sarajevo
Kanton West-Herzegowina und Kanton 10 (de facto)